# Paraolinx
Paraolinx is een geslacht van vliesvleugeligen uit de familie Eulophidae. De wetenschappelijke naam van dit geslacht is voor het eerst geldig gepubliceerd in 1894 door Ashmead.

## Soorten
Het geslacht Paraolinx omvat de volgende soorten:
- Paraolinx canadensis Miller, 1964
- Paraolinx flaviceps (Ashmead, 1904)
- Paraolinx lineatifrons Ashmead, 1894
- Paraolinx taedae Miller, 1964
- Paraolinx trinidadensis Miller, 1964
- Paraolinx typica (Howard, 1895)